# 5421 Ulanova
5421 Ulanova este un asteroid din centura principală, descoperit pe 14 octombrie 1982, de L. Juravliova și L. Karacikina.